# Стара Войська
Стара Войська (пол. Stara Wojska) — село в Польщі, у гміні Рава-Мазовецька Равського повіту Лодзинського воєводства.
Населення — 137 осіб (2011).
У 1975-1998 роках село належало до Скерневицького воєводства.

## Демографія
Демографічна структура станом на 31 березня 2011 року:
|          | Загалом | Допрацездатний вік | Працездатний вік | Постпрацездатний вік |
| -------- | ------- | ------------------ | ---------------- | -------------------- |
| Чоловіки | 61      | 10                 | 42               | 9                    |
| Жінки    | 76      | 16                 | 43               | 17                   |
| Разом    | 137     | 26                 | 85               | 26                   |